# Los que no fuimos a la guerra
Los que no fuimos a la guerra és una pel·lícula espanyola de gènere tragicòmic estrenada en 1962, escrita i dirigida per Julio Diamante Stihl (en el que va ser el seu primer llargmetratge com a director) i protagonitzada en el paper principal per Agustín González.
Es tracta d'una adaptació cinematogràfica de la novel·la homònima escrita en 1930 per Wenceslao Fernández Flórez.
La pel·lícula va ser seleccionada per a ser presentada en la Mostra de Venècia sota el nom de Cuando estalló la paz, on va tenir bones crítiques i va gaudir d'un bon acolliment per part del públic. No obstant això, a Espanya, el film no es va estrenar fins a 1965 amb gairebé vint-i-cinc minuts del metratge suprimits per la censura.

## Sinopsi
Durant la Primera Guerra Mundial, els habitants d'un imaginari poble espanyol anomenat Iberina es divideixen en francòfils i germanòfils (en clara al·lusió als dos bàndols de la guerra civil espanyola). Dues famílies del poble s'enfronten i protagonitzen episodis incòmodes perquè cadascuna defensa a un dels bàndols. Aquesta situació provoca la ruptura d'un festeig.

## Repartiment
- Laura Valenzuela com Aurora
- Agustín González com Javier
- Juanjo Menéndez com Aguilera
- José Isbert com Don Arístides
- Ismael Merlo com Pons
- Julia Caba Alba com Mare d'Aurora
- Félix Fernández com Don Amalio
- Gracita Morales com Eusebia
- Erasmo Pascual com Gómez
- Sergio Mendizábal com Mediavilla
- Antonio Gandía com Cervera
- Ángel Álvarez com Fernández
- Xan das Bolas com Propietari bar Fandiño
- María Luisa Ponte com dona al ball
- Julia Delgado Caro
- Tota Alba com Visita a casa d'Aurora
- Francisco Merino com Empleat del Banco
- Santiago Rivero com Assistent noces
- Emilio Fornet
- María Jesús Lara